# Gregorius Nekschot
Gregorius Nekschot is het pseudoniem van een anonieme cartoonist wiens tekeningen tussen 2001 en 2011 onder andere op het internet gepubliceerd werden. De cartoonist concentreerde zich op het bekritiseren van de islam en het linker spectrum van de Nederlandse samenleving. Hij voelde zich een voorvechter van de volledige vrijheid van meningsuiting. Sinds 2018 publiceert Nekschot nieuwe cartoons op online platform GeenStijl.

## Geschiedenis
Sinds 2001 publiceerde hij met regelmaat tekeningen, sinds 2003 publiceerde hij ze op zijn eigen website. Theo van Gogh ondersteunde Nekschot door diens cartoons op zijn website te plaatsen. Behalve op het internet verschenen de cartoons van Nekschot ook in HP/De Tijd en het satirische weekblad Propria Cures. In maart 2007 werd een serie van zijn cartoons gebundeld in de uitgave Nekschot – Misselijke grappen.
Op 27 december 2011 werd bekendgemaakt dat hij stopte met zijn werk als cartoonist. Op 13 mei 2018 heeft Gregorius Nekschot de pen weer ter hand genomen en publiceert hij zijn tekeningen op de website GeenStijl.

### Arrestatie
Gregorius Nekschot werd op 13 mei 2008 op last van officier van justitie Paul Velleman in Buitenveldert gearresteerd en vervolgens anderhalve dag vastgehouden. De aanhouding volgde op een onderzoek naar het werk van 'Nekschot' en het rechercheren naar het betaalbewijs van de provider, nadat in 2005 aangifte tegen hem was gedaan door de Nederlandse imam Abdul-Jabbar van de Ven bij het Meldpunt Discriminatie Internet. Volgens advocaat Max Vermeij is de verdenking belediging dan wel aanzetten tot haat wegens ras, godsdienst of levensovertuiging gepleegd door iemand, die daarvan een beroep of gewoonte maakt. Nekschot keerde zich tegen de islam. Na het verhoor werd hij vrijgelaten.
Nekschot is een van de tekenaars die in het vizier van de Werkgroep Cartoonproblematiek is geweest. "Misschien wel het meest belachelijke orgaan in de Nederlandse geschiedenis", volgens Nekschot.
In een uitzending van het tv-programma Pauw en Witteman vertelde Nekschot dat hij thuis door 10 politieagenten was overvallen. In zijn woning werden een computer, mobiele telefoon, externe harde schijf, agenda's en enkele schetsboeken in beslag genomen.
Ook de politiek roerde zich in de zaak Gregorius Nekschot. De PvdA nam de zaak hoog op, SP en D66 noemden de aanhouding buiten proportie. SP-kamerlid Jan de Wit vond het vreemd dat Nekschot voor een cartoon uit 2005 wordt opgepakt. De VVD sprak van een vreemde gang van zaken en VVD-kamerlid Fred Teeven verweet Ernst Hirsch Ballin, de minister van Justitie, geen enkele poging te hebben gedaan om de schijn van een politieke arrestatie weg te nemen. De PVV vond de aanhouding ongehoord en beschuldigde het Openbaar Ministerie van dictatoriale trekjes.

### Strafrechtelijk onderzoek
Op 21 september 2010 besloot het OM, alhoewel het de cartoons strafbaar acht, niet te vervolgen.
Het OM was van mening dat de cartoons en de teksten strafbaar zijn, maar heeft besloten de zaak te seponeren. De officier van justitie is tot deze beslissing gekomen op basis van een aantal overwegingen: de man heeft na zijn aanhouding een dag en een nacht in voorlopige hechtenis gezeten, de cartoons en teksten die het OM als strafbaar aanmerkt staan niet meer online, sinds de aangifte is er een aanzienlijk tijdsverloop geweest en er zijn sinds 2005 geen klachten of aangiften over de website meer binnengekomen bij het OM.

## Pseudoniem
De naam Gregorius in het pseudoniem verwijst naar paus Gregorius IX, die de pauselijke Inquisitie instelde. Nekschot verwijst naar het nekschot, een methode door fascisten en stalinisten gebruikt om zich te ontdoen van hun tegenstanders.

## Nominatie
In 2005 werd de cartoonist genomineerd voor een Clickies, een Nederlandse prijs voor komische websites. Omdat hij hoge waarde hecht aan zijn anonimiteit, kondigde hij aan een eventuele prijs niet te zullen komen ophalen.

## Publicaties
- 2005: Misselijke grappen. Amsterdam: Uitgeverij Xtra. ISBN 90-77766-25-1
- 2007: Nekschot schiet door. Amsterdam: Uitgeverij Xtra. ISBN 9789077766644